# Jacques Champreux
Jacques Champreux est un  acteur, scénariste et réalisateur français né le 31 mars 1930 à Paris et mort le 24 décembre 2020 à Aubervilliers.

## Biographie
Jacques Champreux est le fils d'Isabelle Champreux (née Feuillade) et du réalisateur Maurice Champreux, et le petit-fils du réalisateur Louis Feuillade.
Il était membre de l'Association française de recherche sur l'histoire du cinéma.

## Filmographie

### Acteur
- 1958-1962 : La Belle Équipe d'Ange Casta (Série TV) : un chasseur
- 1960 : Cyrano de Bergerac de Claude Barma (TV) : un pâtissier
- 1961 : Satan mon prochain de Francis Lacassin, Raymond Bellour (cm) : un visage
- 1961 : Loin de Rueil de Claude Barma (TV) : l'invité indien
- 1961 : Les lâches vivent d'espoir de Claude Bernard-Aubert : un peintre
- 1962 : Les Parisiennes : Ella de Jacques Poitrenaud : un copain d'Ella
- 1964 : Rocambole de Jean-Pierre Decourt (série TV) : Jonas
- 1965 : Commandant X - épisode : Le Dossier Edelweiss de Jean-Paul Carrère (TV)
- 1968 : Les Compagnons de Baal (TV) : Claude Leroy
- 1969 : Trente-six heures de Philippe Haudiquet (court métrage) : le chauffeur
- 1974 : Nuits rouges de Georges Franju : l'homme sans visage
- 1975 : L'Homme sans visage (TV) : l'homme sans visage
- 1985 : Vaudeville de Jean Marbœuf : l'hôtelier

### Réalisateur
- 1980 : Bako, l'autre rive
- 1984 : L'Aventure ambiguë (TV) co-réal. Sidiki Babaka
- 2005 : Musidora ou le Mythe revisité (co-réal. Jérôme Champreux)

### Scénariste
- 1980 : Bako, l'autre rive de Jacques Champreux
- 1975 : L'Homme sans visage de Georges Franju (série TV)
- 1974 : Nuits rouges de Georges Franju
- 1973 : L'Île mystérieuse de Juan Antonio Bardem et Henri Colpi (TV)
- 1968 : Les Compagnons de Baal de Pierre Prévert (série TV)
- 1967 : Saturnin Belloir de Jacques-Gérard Cornu (série TV)
- 1966 : La Tour de Nesle de Jean-Marie Coldefy, d'après la pièce d'Alexandre Dumas, co-adapt. Albert Vidalie.
- 1966 : Lazare le Pâtre de Jean-Marie Coldefy (TV), adaptation de la pièce de Joseph Bouchardy
- 1963 : Judex de Georges Franju

## Théâtre
- 1958 : Lady Godiva de Jean Cannolle, mise en scène Michel de Ré, Théâtre de Paris : un garde
- 1960 : Antigone de Sophocle, mise en scène Jean Vilar, TNP Festival d'Avignon
- 1961 : La Paix d'après Aristophane, mise en scène Jean Vilar, TNP théâtre de Chaillot
- 1962 : La Tragédie optimiste de Vsevolod Vichnievski, mise en scène de Gabriel Garran, salle des fêtes d'Aubervilliers : l'officier prisonnier